# 小林雅之
小林 雅之（こばやし まさゆき、1965年5月13日 - ）は、日本のドラマー、ミュージシャン。東京都東久留米市出身。血液型はB型。

## 略歴
- 1980年 - JUN SKY WALKER(S)を結成。
- 1988年5月21日 - トイズファクトリーより1stアルバム『全部このままで』をリリースしJUN SKY WALKER(S)のドラマーとしてメジャーデビュー。
- 1989年2月 - JUN SKY WALKER(S)で日本武道館ライブを行う。
- 1997年6月14日 - 日比谷野外音楽堂でのライブをもってJUN SKY WALKER(S)を解散。
- 1997年11月 - 結婚。
- 1998年6月 - 同年4月にUKプロジェクトの北島健司からPOTSHOTを紹介されサポート参加したのをきっかけに、POTSHOTに加入。
- 2005年9月 - POTSHOT解散。解散後は、タレントの千秋率いるBANANA TRAP等、フリーのドラマーとして活動。
- 2007年9月 - JUN SKY WALKER(S)を、5月に行われた渋谷La.mamaと名古屋E.L.L.でのライブを経て、10年ぶりに再結成。
- 2010年、森純太とJUN☆KOBAを結成[2]。
- 2015年 - 年内限定でPOTSHOTを再結成[3]。

## 人物
- 実家はひばりヶ丘団地と滝山団地。
- 自由学園高等部卒業。
- ドラムを始めたきっかけは、中学時代に寮の先輩がバンドをしていた影響。
- 2007年5月21日 JUN SKY WALKER(S)「SHIBUYA La.mama 25th Anniversary SPECIAL」と2007年5月28日 JUN SKY WALKER(S)「THANX！ELL 30th ANNIVERSARY」の2夜限りのJUN SKY WALKER(S)再結成ライブを行った[4]がそのきっかけを作ったのは小林雅之であり、これが同年9月に本格的な再結成に繋がることになる。
- また、1997年6月のJUN SKY WALKER(S)の解散ライブに、当時脱退していた寺岡呼人がゲスト出演したがそのライブに寺岡を誘ったのも小林雅之であった。

## 書籍
- 『ひどい!ひどい!ひど過ぎる!!』 1992年2月20日、ビクターブックス発行。ISBN 4893890514

## 参加
- 「エベレスト」（寺岡呼人のアルバム『LIVES』（2006年11月22日）に収録）[5]
- DVD『憂歌団からの便り。～島田和夫祭り～』（2014年5月28日）ゲストドラマー参加セッション

## 出演

### テレビ
- お願い!ランキング（2012年8月・テレビ朝日）
- 関ジャニの仕分け∞（2012年8月4日、9月15日、12月29日・テレビ朝日）第1回リズム感最強トーナメント決定戦準優勝

### 映画
- デコチン DECO-CHIN（2025年4月26日）[6]

### PV
- GReeeeNのシングル「花唄」（2011年）